# Cruisetoerisme

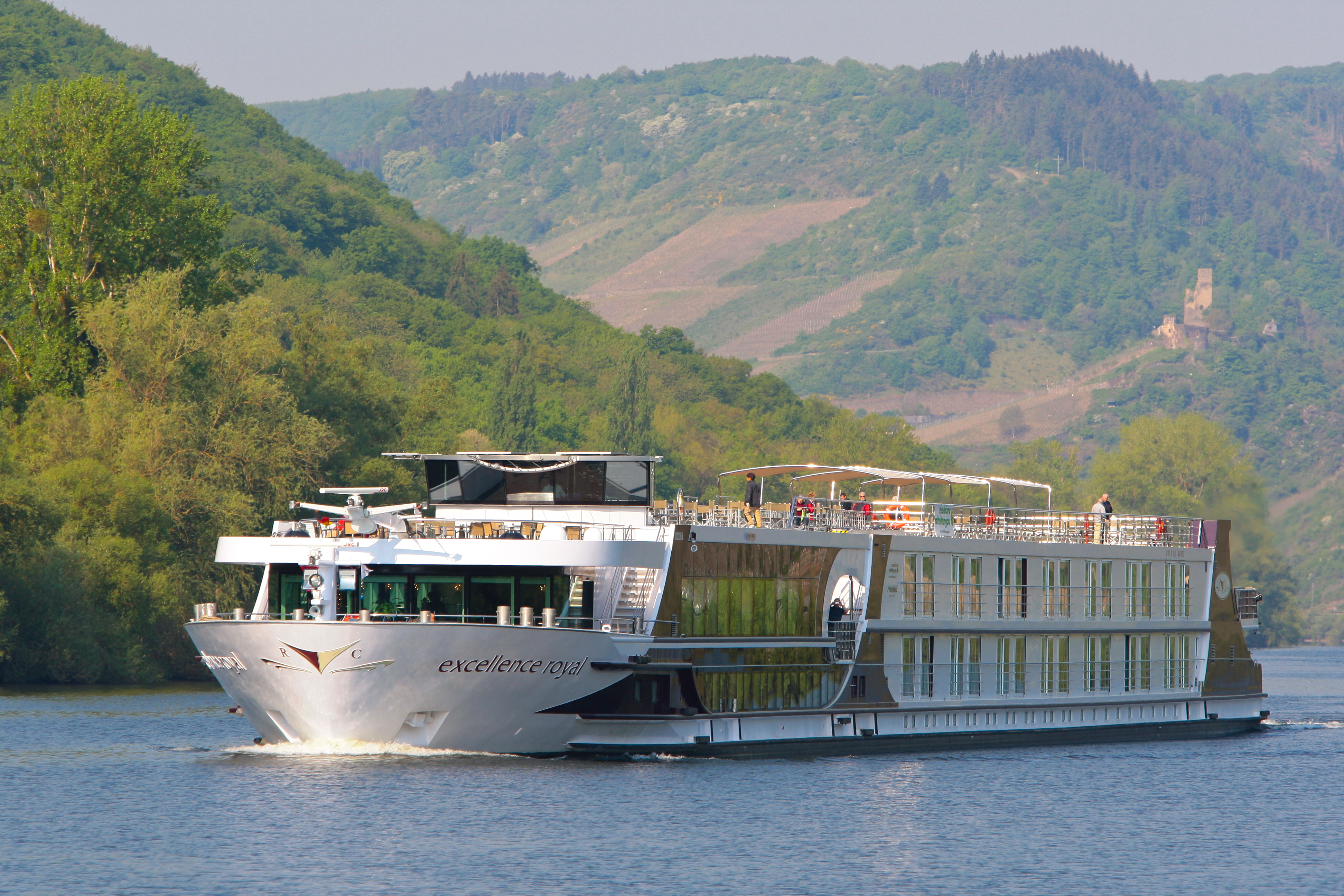
Cruise op de Moezel

Cruisetoerisme is een vorm van toerisme waar mensen een reis (cruise) per cruiseschip maken.
Dit kan naar een zonnige bestemming zijn zoals de landen rond de Middellandse Zee en het Caribisch gebied. Maar ook naar Noorwegen, Alaska en de Zuidpool worden cruises georganiseerd. Verder biedt de toeristenbranche ook cruises op rivieren aan, zoals Nijl- en Rijn-cruises.
Het is een luxueuze vorm van reizen. Aan boord zijn vele voorzieningen zoals een bioscoop, zwembad, winkels, bars, casino. Ook zijn er vaak uitgebreide maaltijden en een ruim aanbod aan entertainment zoals shows met artiesten, bals etc.
Aan boord beschikken de passagiers over een eigen hut, een slaapkamer met douche/bad en toilet. Vaak ingedeeld naar grootte, ligging en luxe.
Tijdens de cruise worden stops gemaakt om een excursie te maken naar een toeristische bestemming.
Cruises vormen bij TUI het snelst groeiende segment, een ontwikkeling die zich ook elders in de reissector voordoet. Volgens de sectorfederatie Cruise Lines International Association (CLIA) trokken in 2024 93.000 Belgen op cruise, een absoluut record. Wereldwijd piekte het aantal cruisegangers op 34,6 miljoen. Ook in 2025 stevent de sector af op een topjaar, met wereldwijd een verwachte 37,7 miljoen cruisepassagiers.